# Troiițke, Hlobîne
Troiițke (în ucraineană Троїцьке) este localitatea de reședință a comunei Frunzivka din raionul Hlobîne, regiunea Poltava, Ucraina.

## Demografie
Componența lingvistică a localității Troiițke
     Ucraineană (96,9%)
     Rusă (1,79%)
     Alte limbi (0,24%)
Conform recensământului din 2001, majoritatea populației localității Troiițke era vorbitoare de ucraineană (96,9%), existând în minoritate și vorbitori de rusă (1,79%).